# Ślinianka podjęzykowa większa

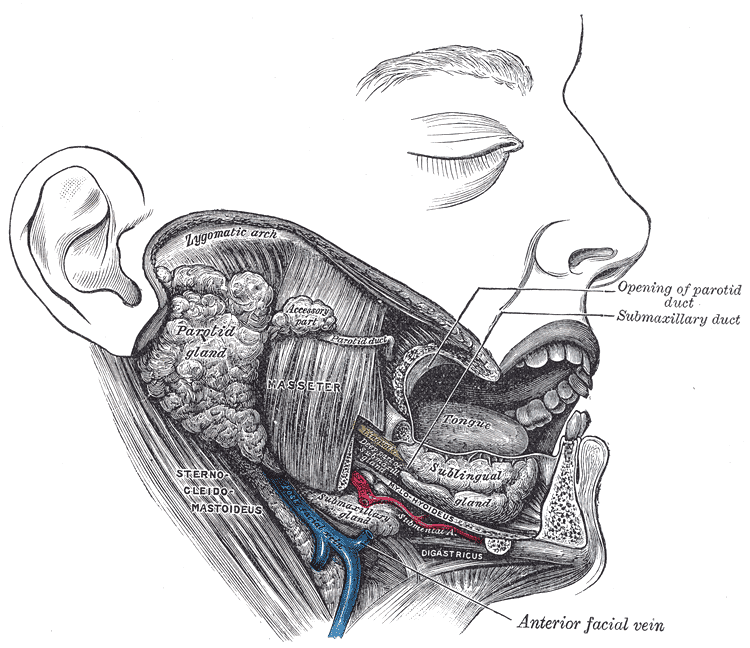
Ślinianka podjęzykowa jednoprzewodowa u człowieka

Ślinianka podjęzykowa większa, ślinianka podjęzykowa jednoprzewodowa (glandula sublingualis major, glandula sublingualis monostomatica) – jeden z gruczołów wytwarzających ślinę.
Wraz z ślinianką podjęzykową mniejszą zalicza się do ślinianek podjęzykowych, gruczołów ślinowych leżących pod śluzówką jamy ustnej w okolicy jej zachyłka podjęzykowego bocznego. W odróżnieniu od ślinianki podjęzykowej mniejszej jest to gruczoł jednoprzewodowy – posiada on pojedynczy przewód wyprowadzający, uchodzący do jamy ustnej na mięsku podjęzykowym.
Ślinianka podjęzykowa większa nie występuje u konia. Przeżuwacze cechują ślinianką podjęzykową większą ulokowaną bocznie i do dołu od ślinianki podjęzykowej mniejszej. U żyrafy gruczoł jednoprzewodowy leży dziobowo, łączy się też z gruczołem kontralateralnym w wąskiej przestrzeni międzyżuchwowej. U świni i drapieżnych to gruczoł wieloprzewodowy leży zewnętrznie. U drapieżnych sąsiaduje z żuchwą i mięśniem skrzydłowym z jednej strony, a mięśniem dwubrzuścowym z drugiej. Przewód jej biegnie obok przewodu ślinianki żuchwowej, który też uchodzi na mięsku podjęzykowym.